# Windisch-Graetz

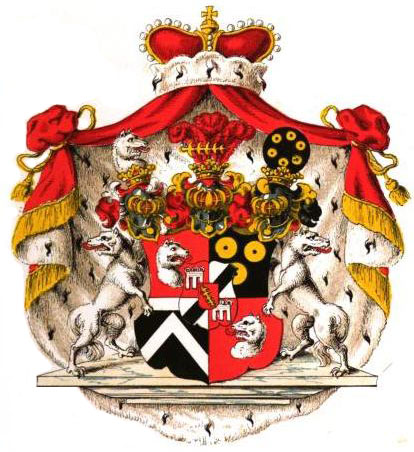
Heraldiskt vapen för den furstliga ätten.

Windisch-Graetz, även ibland stavat som Windisch-Grätz, är en österrikisk furstlig släkt, vars först kända medlem är Ulrich von Windisch-Graetz (1242).
Ätten blev 1551 friherrlig, 1558 riksgrevlig och, efter inköpet av de då riksomedelbara härskapen Eglofs och Siggen (i senare Donaukretsen, Württemberg), 1804 riksfurstlig. Huset mediatiserades 1806. Släkten delades under 1800-talet på två linjer, härstammande från två söner till greve Joseph Nikolaus von Windisch-Graetz (död 1802). Utom de ovannämnda besittningarna i Württemberg ägde ätten gods i Böhmen, Nedre Österrike och Steiermark.

## Kända medlemmar
- Alfred I zu Windisch-Graetz
- Alfred II zu Windisch-Graetz
- Alfred III zu Windisch-Graetz
- Ludwig zu Windisch-Graetz